# Тажибаев, Аскар Ерликович
Аскар Ерликович Тажибаев (каз. Асқар Ерлікұлы Тәжібаев; род. 25 апреля 1962) — казахстанский дипломат. Чрезвычайный и Полномочный Посол Республики Казахстан в Таджикистане (2019—2022), Туркменистане (с 2022 года).

## Биография
В 1984 году окончил Алматинский энергетический институт.
1984—1994 гг. — техник Алматинского бассейнового управления «Казглавселезащита», инженер кабельного отдела «Казглавэлектроснабсбыт», инженер-наладчик СПМК Главптицепром Министерства сельского хозяйства Казахской ССР, электрослесарь Алма-Атинского предприятия по ремонту полиграфического оборудования, заместитель председателя Производственного кооператива «Норма-2», главный специалист, начальник отдела «Казинтурсервис».
1994—1997 гг. — третий секретарь, второй секретарь, первый секретарь управления кадров, консульского управления Министерства иностранных дел Республики Казахстан (МИД РК).
1997—1999 гг. — начальник паспортно-визового отдела департамента консульской службы, советник второго департамента, советник департамента СНГ МИД РК.
1999—2002 гг. — главный эксперт исполкома Межгосударственного совета Центрально-Азиатского Экономического Сообщества (Бишкек).
2002—2002 гг. — начальник отдела комитета по делам СНГ МИД РК.
2002—2005 гг. — первый секретарь, советник посольства Казахстана в Узбекистане.
2005—2008 гг. — советник посольства Казахстана в Туркменистане.
2009—2011 гг. — заместитель директора департамента Центральной Азии, Южного Кавказа и Турции МИД РК.
2011—2015 гг. — директор департамента СНГ МИД РК.
2015—2019 гг. — советник-посланник посольства Казахстана в Беларуси.
18 марта 2019 г. — 15 марта 2022 г. — Чрезвычайный и Полномочный Посол Республики Казахстан в Республике Таджикистан.
С 18 марта 2022 года — Чрезвычайный и Полномочный Посол Республики Казахстан в Туркменистане.